# Samira Raif
Samira Raif (sinh ngày 4 tháng 4 năm 1974 tại Casablanca) là một vận động viên chạy đường dài người Maroc. Cô đã tham gia cuộc thi marathon tại Thế vận hội Mùa hè 2012, xếp thứ 73 với thời gian 2:38:31, thành tích tốt nhất theo mùa.